# Lamgeuriheu
Lamgeuriheu is een bestuurslaag in het regentschap Aceh Besar van de provincie Atjeh, Indonesië. Lamgeuriheu telt 527 inwoners (volkstelling 2010).